# Enthrone Darkness Triumphant
Enthrone Darkness Triumphant е третият студиен албум на норвежката блек метъл група Диму Боргир (Dimmu Borgir). Записан е през януари 1997 година в Abyss Studios в Швеция. Албумът е сравнително успешен за групата и е първият с нова звукозаписна компания – Nuclear Blast, както и първи студиен албум, в който текстовете са изцяло на английски. В луксозната версия издадена през 2002 година има и допълнителен материал.
Официалното лого на групата в традиционния за блек метъла стил е сменено с ново (въпреки че оригиналното лого присъства на гърба на албума).
Поради успеха на албума и радикалните промени, много от почитателите считат, че записвайки с Nuclear Blast групата се е комерсиализирала, сменя се значително и стила. Друга група почитатели считат, че това е нов подход за Dimmu Borgir в който се предпочитат китарни рифове от класическия хевиметъл, по-тежки симфонични елементи и общо по-мрачно звучене.
С „Enthrone Darkness Triumphant“ започва традицията групата да озаглавява албумите си с три думи, често представляващи фраза подобна на оксиморон.

## Изпълнители
- Шаграт (Shagrath) – китара и вокали
- Силеноз (Silenoz) – китара
- Тьодалв (Tjodalv) – барабани
- Нагаш (Nagash) – бас китара
- Стиан Орстад (Stian Aarstad) – синтезатори и пиано
- Bente Engen – женски вокали в „The Night Masquerade“
- Петер Тегтгрен – обработка, миксиране
- P. Grøn – дизайн и концепция на обложката